# Данцигское восстание
Восстание города Данциг — восстание вольного города Данциг, происходило с декабря 1575 года по декабрь 1577 года, против результатов польско-литовских королевских выборов 1576 года.
В это время польско-литовский трон оспаривали Стефан Баторий и император Священной Римской империи Максимилиан II. Всё началось 12 декабря 1575 года, когда император Максимилиан II был избран польским сенатом монархом, тогда как большинство польской шляхты проголосовали за Батория. Спор за польскую корону закончился 16 декабря 1577 года. Смерть Максимилиана II осенью 1576 года ослабила позиции Данцига и сделала предметом конфликта вопрос не столько о признании правителя, сколько о привилегиях самого вольного города. Поскольку ни одна из сторон не смогла победить другую в военном отношении, был достигнут компромисс с восстановлением и признанием экономических, а также религиозных прав и законов Данцига в обмен на большие репарации и признание Батория в качестве великого князя западной Пруссии, Данциг принял свою присягу на верность польскому королю условной отменой Устава Карнковской комиссии 1569/70 годов.

## Предпосылки
20 июля 1570 года польско-литовский король Сигизмунд II Август ввёл Устав Карнковского, который частично уменьшил особые привилегии Вольного города Данциг предоставленные более ранними польскими королями после того, как города Прусского союза признали их правление в 1454 году.
Трон Речи Посполитой стал вакантным в 1572 году, когда король Сигизмунд Август умер без наследника и Генрих III после краткого периода, когда польский король вернулся во Францию. Государственным устройством Речи Посполитой стала выборная монархия и (после Люблинского союза в 1569 году) в тесном союзе с Литвой, что означало, что польское дворянство (шляхта) могло голосовать за то, кто станет следующим польским королем. Города не имели права голоса; Данциг, однако, был приглашен примасом Польши и интеррексом Якубом Учаньским для голосования, но вольный город отказался присылать своего представителя. Члены польского сената (включая большую часть польского епископата во главе с Якубом Учанским) решили избрать Императора Максимилиана II против воли большинства дворянства (шляхты), которая во время королевских выборов голосовала за Анну Ягайло (последний представитель бывшего польско-литовской династии Ягеллонов) и за Стефана Батория как её мужа и де-факто короля. Это привело к некоторым волнениям в Польше.
Город, чьи экономические привилегии были уменьшены в соответствии с Уставом Карнковского, хотел использовать ситуацию, чтобы вернуть себе привилегированное положение в пределах польской короны. Он также предпочёл Максимилиана II, который, скорее всего, поддерживал экономические привилегии городов и мог также угрожать серьёзными экономическими последствиями (бойкот со стороны Габсбургов). Таким образом, Вольный город, воодушевленный его огромным богатством и почти неприступными укреплениями, а также тайной поддержкой Дании и самого императора Максимилиана II, поддержал избрание последнего.
1 мая 1576 года Стефан Баторий женился на королеве Анне Ягайло и был коронован Станиславом Карнковским как король Польши. Якуб Учанский и нунций Винсенти Лаурео признали Максимиллиана II королем, но вскоре они и другие приняли волю большинства. Когда Стефан поклялся во всех существующих правах Королевской Пруссии и Прусского герцогства и был признан законным правителем Данциг отказался следовать и всё же признал Максимилиана II королем Польши.
Напряженность росла, когда мятежники грабили и сжигали аббатство в Оливе. Аббатство принадлежало епископу Куяву Станиславу Карнковскому, который находился под юрисдикцией всей польской Померании. Сейм Речи посполитой не одобрил повышение налогов на войну. Тем не менее, он одобрил banicja (форма политического изгнания и отлучения), конфискацию имущества города, арест его граждан, коммерческую блокаду и перенаправление важной торговли через порт Эльблонг (который, был немедленно заблокирован военно-морским флотом Дании).

## Сражение
В августе 1576 года Баторий привел двухтысячную армию (в составе были польские солдаты и наёмники из Трансильвании и Валахии) в Мальборк (Мариенбург), оттуда польские подразделения взяли под контроль территорию, прилегающую к Данцигу, захватив Грабину и Глову, две стратегически важные деревни, блокируя тем самым Данцигский порт с востока и юга. Король покинул армию под командованием гетмана Яна Зборовского, и большая часть войск была дислоцирована в Тчеве (Диршау). На западе находилась главная база в Пуцке (Пуциг), где находились наёмные силы во главе с Эрнестом Вейхером. В то время как некоторые польские частные корабли сражались с Данцигским и Датским флотами, по большей части контроль над Балтийским морем принадлежал Данцигу и его союзникам. Вскоре после начала боевых действий было объявлено о смерти Максимилиана II (12 октября 1576 г.); это ослабило позиции Данцига и сделало конфликт не столько из-за признания правителя, сколько из-за прав и законов Данцига.
С приходом весны 1577 года, боевые действия начались снова. Армия Данцига, возглавляемая немецким командиром наемников Иоганном Винкельбрухом (Ганс Винкельбург фон Кёльн), составляла около 7 000 — 12 000 человек личного состава (включая наёмников, среди них шотландский полк), но с менее чем 1 000 человек конницы. Винкельбург решил разгромить небольшую армию Зборовских (у которой было около 2 000 человек, половина из них — кавалерия), но армия Данцига была полностью разбита Зборовским в битве при Любишево 17 апреля 1577 года.
После битвы силы Данцига отступили за укрытия, граждане срубили деревья перед укреплениями и началась осада Данцига. Подкрепление с королем Баторием прибыло только в июле. Во время осады король Стефан использовал раскаленные пушечные ядра и повернул поток реки Радунии, лишив горожан воды. У армии Батория было около 11 000 человек, а у Данцига — около 10 000. В результате внезапного нападения данцигцам удалось уничтожить две трети польской артиллерии, что значительно замедлило ход осады. В сентябре 1577 года Данциг и датские флоты начали блокаду польской торговли вдоль Эльбинга и атаковали её пригороды. Их войска, которые высадились на берег, были вскоре отброшены венгерской пехотой армии Батория под командованием Каппера Бекиеша, и городской совет отправил записку с благодарностью королю Стефану Баторию.
Однако даже через несколько месяцев после начала осады армия Стефана Батория не смогла захватить город силой. 16 декабря 1577 года осада закончилась, и граждане поклялись в верности представителям Стефана, Евстахию Волловичу и Анджею Фирлею (Мальборский договор).

## События после
Данцигские купцы очень сильно пострадали от блокады, особенно из-за отсутствия торговли. Стефан Баторий также хотел завершить конфликт, поскольку Иван Грозный из Московского царства нарушил трехлетнее перемирие в том же году и Московское царство попыталась вернуть контроль над захваченными поляками территориями (Ливонская война).
Осада и все экономические ограничения, которые были приняты в течение последних двух лет, были сняты в обмен на репарации и признание Батория в качестве суверена. Стефан простил городу восстание против него и разрешил возобновить польскую торговлю из Эльбинга в Данциг. В свою очередь, Данциг признал Стефана Батория правителем Польши и пообещал выплатить крупную сумму в 200 000 злотых и ещё 20 000 репараций в аббатство Оливы в течение пяти лет.
26 ноября 1585 года Устав Карнковского 1570 года был отменен и Данциг снова стал самым привилегированным городом в Содружестве.